# 大南蠻
大南蠻為臺灣清治時期一名西拉雅族的守節婦女。

## 生平
大南蠻為西拉雅族目加溜灣社的大治之妻，婚嫁後勤儉持家、侍奉公婆、相夫教子。丈夫在她20歲那年死亡，部落其餘男子聽說她容貌美麗，由於寡婦在西拉雅的習俗中可再婚，因此紛紛與她商議。然而，大南蠻卻不願意跟隨習俗，甚至拿刀發誓以表達絕不再嫁的意志。往後獨自扶養子女，守寡三十七年而終。諸羅知縣陸鶴聽說了大南蠻的事蹟之後，於雍正十一年（1773年）為她上請旌獎。
《臺灣通史》作者連橫於史作中讚揚她「志潔行芳」。

## 史料
1. ↑  《臺灣通史 · 列女列傳》：「大南蠻欲變番俗，誓不再適，引刀而語曰：『婦發可刲，婦臂可斷，婦節不可移也。』」
2. ↑  《臺灣通史 · 列女列傳》：「連橫曰：『嗟乎！大南蠻一番婦爾，而守節不嫁，以全其身，謂非空谷之幽蘭也歟？其志潔，其行芳，嚼然而不可浼，夷也而進於道矣。』」